# Czaplowy Wierch
Czaplowy Wierch, Czaplów Wierch, Wierch Czaplówka (słow. Vrch Čaplovka) – szczyt reglowy w słowackich Tatrach Zachodnich. Wznosi się na wysokość 1096 m n.p.m. w końcowym fragmencie grzbietu wyrastającego na północny zachód z wierzchołka Furkaski (Veľká Furkaska, 1490 m).
Oddziela on tu dolną część Doliny Juraniowej (Juráňova dolina) – Juraniową Cieśniawę na zachodzie od Doliny Czaplowej (Čaplovka) na wschodzie. Czaplowy Wierch posiada 3 wyraźne wierzchołki. Wierzchołek północny jest najniższy (1061 m) i najmniej wybitny, stanowi dobry punkt widokowy na Juraniową Cieśniawę, ku której opada skalnym urwiskiem. Środkowa kulminacja wznosi się najwyżej, na południowo-zachodnim końcu ok. 400-metrowej długości wapiennego muru skalnego, ograniczającego dolny odcinek Doliny Czaplowej. Porośnięta jest świetlistym, sosnowym lasem, a liczne okazy nieczęstej w Tatrach sosny zwyczajnej rosną także w innych miejscach masywu. Na południe opada ze szczytu krótki, stromy grzbiet do lesistego siodła, ponad którym góruje łagodniejszy wierzchołek południowy – Czaplowa Kopka (1086 m).
Wszystkie używane formy nazwy pochodzą od nazwiska Czapla (Čapla) i związane są z dawną przynależnością wzgórza do jednej z hal pasterskich – Hali Czaplowej (Čaplovka). Na Czaplowy Wierch nie prowadzą żadne szlaki turystyczne.